# Bernardino Tafuri
Giovanni Bernardino Tafuri (Nardò, 1º settembre 1695 – Nardò, 6 maggio 1760) è stato uno scrittore e bibliografo italiano, noto soprattutto per sue false antiche cronache.

## Biografia
Si rese benemerito nella sua città contribuendo alla ricostruzione dopo il terremoto del 1743.

### Attività di falsario
Insieme all'abate Polidoro, compose falsi documenti antichi, tra i quali I Diurnali attribuiti a Matteo Spinelli da Giovinazzo e l'anonimo Chronicon Neretinum, opere che Ludovico Muratori inserì nei Rerum Italicarum Scriptores. 
Insieme a Francesco Maria Pratilli, fu autore della cosiddetta Cronaca napoletana di Ubaldo (1751), smascherato solo nel 1855 dall'esegesi di Bartolommeo Capasso.

## Opere
- Delle scienze e delle arti inventate, illustrate, ed accresciute nel Regno di Napoli. Opera di Gio. Bernardino Tafuri patrizio della città di Nardò, In Napoli: presso il Parrino, ed a sue spese, 1738 (on-line)
- Istoria degli scrittori nati nel Regno di Napoli, Vol. 3, p. 653 e seg., Napoli: nella Stamperia di Felice Carlo Mosca per Giuseppe Severini Boezio, 1744-1760 (Rist. anast. Sala Bolognese: Forni, stampa 1974): t.III, p.III - anno 1755 (on-line), t.III, p.IV - anno 1755 (on-line)
- Dell'origine, sito, ed antichità della città di Nardò libri due, brievemente descritti dal sig. Gio. Bernardino Tafuri patrizio della medesima città, dopo il 1738